# Ester Blenda Nordström
Ester Blenda Nordström (ur. 31 marca 1891 w Sztokholmie, zm. 15 października 1948 tamże) – szwedzka dziennikarka, pisarka i naukowiec.

## Życiorys
W latach 1911–1917 pracowała jako dziennikarka w Svenska Dagbladet, pisząc pod pseudonimem „Bansai”. W sposób szczególny zaangażowała się w dziennikarstwo śledcze. W 1914 podjęła pracę jako służąca w jednym ze szwedzkich gospodarstw, opisując następnie swoje doświadczenia w serii reportaży „En månad som tjänsteflicka på en gård i Södermanland”, dzięki której zyskała popularność. Zwróciła w niej uwagę na ciężkie warunki służby w Szwecji, przede wszystkich na długi czas pracy. Reportaże te zostały następnie zebrane i opublikowane w postaci książki pt. „En piga bland pigor”, która została okrzyknięta pierwszym szwedzkim reportażem społecznym. Później także doczekała się ekranizacji.
W 1922 jako pasażer trzeciej klasy wyruszyła w podróż do Nowego Jorku. Tam pracowała w różnym charakterze, m.in. jako kelnerka i pokojówka. Doświadczenia z życia w USA przyczyniły się do powstania książki „Amerikanskt”. W 1925 poślubiła entomologa René Malaise’a. Wraz z mężem mieszkała pięć lat na Kamczatce. Pobyt we wschodniej Rosji zaowocował serią reportaży, także zebranych w książkę pt. „Byn i vulkanens skugga”.